# バーディバーディ
バーディバーディは、日本の競走馬。勝ち鞍に2010年ユニコーンステークスなどダート重賞2勝。馬名の由来はゴルフ用語の「バーディー」から。

## 経歴

### デビュー前
当歳馬セレクトセール2007に上場、津村靖志の名義により6600万円で落札される。

### 3歳時（2010年）
2010年1月に池江泰郎厩舎JRA通算800勝目を同馬でマークした他、3歳2月までに3勝を記録。時期や輸送面等を考慮され辞退となったがUAEダービーへの招待を受けるなどダート戦では早くにその実力を発揮した。
バーディバーディは池江から「もともと芝で期待していた馬」と評され、ここまでの勝ち鞍は全てダートながら春先はクラシックローテーションを組まれる。しかしメディア等では「トライアルでも完敗し芝適性は疑問」と報じられ結果もまたその通りに終わる。なお東京優駿にも登録がなされたが芝適性を考慮し出走は見送り、ユニコーンステークスへ向かった。
ユニコーンステークスでは好位の4番手を追走し、直線に入りバトードールとの叩き合いになったが、残り200mでバトードールを一気に突き放し、2馬身半差をつけて快勝した。本番のジャパンダートダービーでは2番手追走も直線で伸びを欠き6着に終わった。秋はマイルチャンピオンシップ南部杯から始動、道中好位を追走するも直線で伸びあぐねて5着に終わった。続く武蔵野ステークスでは中団追走も直線で伸びを欠き6着、ジャパンカップダートでは逃げるトランセンドをマークしながらレースしたが、直線で伸びあぐねて4着だった。東京大賞典ではスマートファルコンの3着に入った。

### 4歳時（2011年）
2011年はフェブラリーステークスから始動、中団から渋太く脚を伸ばしたがトランセンドの3着。その後2月末で池江泰郎厩舎が定年解散となるため、息子の池江泰寿厩舎に転厩。アンタレスステークスでは中団から追い上げるがゴルトブリッツの3着。続く東海ステークスでは好位を追走したが直線で伸びあぐねて6着、オアシスステークスでは後方から渋太く脚を伸ばすも3着だった。帝王賞では4番手のインに位置したがスマートファルコンの3着。秋初戦のエルムステークスでは好位4番手からの競馬となったが3コーナー過ぎで手応えが怪しくなり11着に終わった。マイルチャンピオンシップ南部杯では3番手に控えたが直線で伸びず7着。霜月ステークスでは後方から追い上げて3着となる。ジャパンカップダートでは中団追走も直線では全く伸びず10着に終わった。

### 5歳時以降（2012年-2014年）
2012年はマーチステークスから始動、好位追走から直線で逃げるトーセンアドミラルに襲いかかるが残り200mでサイレントメロディとメイショウタメトモにかわされ3着となる。オアシスステークスでは中団の内を追走したが、直線で伸びあぐねて5着だった。東海ステークスでは2・3番手追走も直線で伸びを欠き9着に終わった。アハルテケステークスでは押し出されるように逃げるとナムラタイタンに1馬身1/4差をつけレコード勝ちした。その後は2013年のマーチステークスで勝った馬からハナ差の2着という競馬はあったものの勝利は挙げられず、2014年4月27日付けで競走馬登録を抹消された。

### 引退後
引退後は故郷の千代田牧場で種牡馬となる予定と発表されたが、のちにレックススタッドへ移動した。2022年8月1日付で用途変更となり、その後は故郷の千代田牧場で功労馬として余生を送っている。

## 特徴
調教助手の大久保諭は「ワンペース（一定のペースを刻み続ける展開）の展開向き」とコメント、芝ではその粘りを欠き直線で馬群に沈んでいたが、ダートでは粘り切り直線押し切る内容を見せている。

## 競走成績
| 年月日 | 年月日 | 年月日 | 競馬場 | 競走名        | 格      | 頭数 | オッズ （人気） | オッズ （人気） | 着順 | 騎手         | 斤量 | 距離（馬場）  | タイム （上り3F） | タイム 差 | 勝ち馬/（2着馬）       |
| 2009   | 11.    | 1      | 京都   | 2歳新馬       |         | 13   | 3.3             | （1人）         | 6着  | 浜中俊       | 55   | 芝1600m（良） | 1:35.8 (36.0)     | 0.5       | シャルルヴォア         |
|        | 12.    | 12     | 阪神   | 2歳未勝利     |         | 16   | 4.6             | （1人）         | 1着  | 浜中俊       | 55   | ダ1400m（重） | 1:25.9 (37.6)     | -0.2      | （マイネルラディウス） |
|        | 12.    | 26     | 中京   | 樅の木賞      | 500万下 | 16   | 15.1            | （5人）         | 2着  | 津村明秀     | 55   | ダ1700m（良） | 1:46.9 (38.1)     | 0.0       | ブルーソックス         |
| 2010   | 1.     | 31     | 中京   | はこべら賞    | 500万下 | 16   | 5.3             | （2人）         | 1着  | 秋山真一郎   | 56   | ダ1700m（良） | 1:45.8 (37.4)     | -0.3      | （パルラメンターレ）   |
|        | 2.     | 14     | 東京   | ヒヤシンスS   | OP      | 12   | 5.2             | （3人）         | 1着  | 松岡正海     | 56   | ダ1600m（重） | 1:37.4 (36.0)     | 0.0       | （ソリタリーキング）   |
|        | 3.     | 21     | 中山   | スプリングS   | GII     | 15   | 57.5            | （8人）         | 11着 | 松岡正海     | 56   | 芝1800m（良） | 1:49.8 (36.8)     | 1.6       | アリゼオ               |
|        | 4.     | 18     | 中山   | 皐月賞        | GI      | 18   | 153.7           | （16人）        | 12着 | 松岡正海     | 56   | 芝2000m（稍） | 2:02.1 (37.2)     | 1.3       | ヴィクトワールピサ     |
|        | 5.     | 4      | 園田   | 兵庫CS        | JpnII   | 12   | 1.3             | （1人）         | 1着  | 松岡正海     | 55   | ダ1870m（良） | 1:59.6 (38.9)     | -0.8      | （サンライズクォリア） |
|        | 6.     | 6      | 東京   | ユニコーンS   | GIII    | 16   | 1.6             | （1人）         | 1着  | 松岡正海     | 57   | ダ1600m（良） | 1:36.6 (37.2)     | -0.4      | （バトードール）       |
|        | 7.     | 14     | 大井   | ジャパンDD    | JpnI    | 12   | 1.5             | （1人）         | 6着  | 松岡正海     | 56   | ダ2000m（重） | 2:05.7 (38.1)     | 0.5       | マグニフィカ           |
|        | 10.    | 11     | 盛岡   | MCS南部杯     | JpnI    | 12   | 15.0            | （3人）         | 5着  | 松岡正海     | 55   | ダ1600m（稍） | 1:36.3 (36.1)     | 1.5       | オーロマイスター       |
|        | 11.    | 14     | 東京   | 武蔵野S       | GIII    | 16   | 10.2            | （5人）         | 6着  | 松岡正海     | 57   | ダ1600m（良） | 1:37.1 (35.8)     | 0.5       | グロリアスノア         |
|        | 12.    | 5      | 阪神   | JCダート      | GI      | 16   | 25.8            | （10人）        | 4着  | 池添謙一     | 56   | ダ1800m（稍） | 1:49.1 (36.7)     | 0.2       | トランセンド           |
|        | 12.    | 29     | 大井   | 東京大賞典    | JpnI    | 14   | 14.1            | （5人）         | 3着  | 池添謙一     | 55   | ダ2000m（良） | 2:01.4 (38.1)     | 1.0       | スマートファルコン     |
| 2011   | 2.     | 20     | 東京   | フェブラリーS | GI      | 16   | 7.3             | （4人）         | 3着  | 池添謙一     | 57   | ダ1600m（良） | 1:36.6 (36.0)     | 0.2       | トランセンド           |
|        | 4.     | 24     | 京都   | アンタレスS   | GIII    | 13   | 3.5             | （2人）         | 3着  | 幸英明       | 58   | ダ1800m（重） | 1:48.8 (36.4)     | 0.7       | ゴルトブリッツ         |
|        | 5.     | 22     | 京都   | 東海S         | GII     | 14   | 5.9             | （3人）         | 6着  | 幸英明       | 57   | ダ1900m（不） | 1:54.7 (35.9)     | 1.0       | ワンダーアキュート     |
|        | 6.     | 11     | 東京   | オアシスS     | OP      | 15   | 2.5             | （1人）         | 3着  | 松岡正海     | 58   | ダ1600m（重） | 1:35.1 (36.3)     | 0.1       | ナムラタイタン         |
|        | 6.     | 29     | 大井   | 帝王賞        | JpnI    | 11   | 10.6            | （3人）         | 3着  | 松岡正海     | 57   | ダ2000m（良） | 2:03.1 (37.4)     | 2.0       | スマートファルコン     |
|        | 9.     | 19     | 札幌   | エルムS       | GIII    | 13   | 5.8             | （2人）         | 11着 | 三浦皇成     | 57   | ダ1700m（良） | 1:45.7 (38.0)     | 1.5       | ランフォルセ           |
|        | 10.    | 10     | 東京   | MCS南部杯     | JpnI    | 15   | 35.8            | （8人）         | 7着  | N.ピンナ     | 57   | ダ1600m（良） | 1:36.0 (37.8)     | 1.2       | トランセンド           |
|        | 11.    | 20     | 東京   | 霜月S         | OP      | 16   | 10.2            | （5人）         | 3着  | 坂井英光     | 58   | ダ1400m（重） | 1:22.8 (36.1)     | 0.1       | ケイアイテンジン       |
|        | 12.    | 4      | 阪神   | JCダート      | GI      | 16   | 73.6            | （12人）        | 10着 | B.プレブル   | 57   | ダ1800m（良） | 1:51.3 (37.6)     | 0.7       | トランセンド           |
| 2012   | 3.     | 25     | 中山   | マーチS       | GIII    | 16   | 14.8            | （7人）         | 3着  | 松岡正海     | 58   | ダ1800m（重） | 1:51.2 (37.6)     | 0.2       | サイレントメロディ     |
|        | 4.     | 29     | 東京   | オアシスS     | OP      | 16   | 3.7             | （1人）         | 5着  | 三浦皇成     | 56   | ダ1600m（良） | 1:35.8 (36.0)     | 0.6       | ナムラタイタン         |
|        | 5.     | 19     | 京都   | 東海S         | GII     | 15   | 27.4            | （9人）         | 9着  | 松岡正海     | 56   | ダ1900m（良） | 1:57.2 (37.2)     | 0.8       | ソリタリーキング       |
|        | 6.     | 9      | 東京   | アハルテケS   | OP      | 16   | 7.8             | （4人）         | 1着  | 北村宏司     | 58   | ダ1600m（重） | R1:34.4 (35.8)    | -0.2      | （ナムラタイタン）     |
|        | 11.    | 11     | 東京   | 武蔵野S       | GIII    | 16   | 27.3            | （10人）        | 14着 | 北村宏司     | 57   | ダ1600m（良） | 1:37.6 (36.9)     | 1.2       | イジゲン               |
|        | 12.    | 24     | 中山   | フェアウェルS | OP      | 16   | 13.8            | （5人）         | 5着  | 北村宏司     | 58.5 | ダ1800m（稍） | 1:52.8 (39.4)     | 1.3       | グランドシチー         |
| 2013   | 3.     | 3      | 阪神   | 仁川S         | OP      | 16   | 9.8             | （5人）         | 4着  | 川田将雅     | 57   | ダ2000m（稍） | 2:03.5 (37.3)     | 0.2       | ナイスミーチュー       |
|        | 3.     | 24     | 中山   | マーチS       | GIII    | 16   | 11.2            | （6人）         | 2着  | 北村宏司     | 58   | ダ1800m（良） | 1:52.6 (38.2)     | 0.0       | グランドシチー         |
|        | 4.     | 13     | 阪神   | アンタレスS   | GIII    | 16   | 10.3            | （4人）         | 7着  | 北村宏司     | 57   | ダ1800m（良） | 1:50.5 (36.4)     | 0.8       | ホッコータルマエ       |
| 2014   | 2.     | 15     | 京都   | アルデバランS | OP      | 16   | 19.6            | （8人）         | 9着  | C.デムーロ   | 58   | ダ1900m（不） | 1:58.1 (39.8)     | 2.1       | エーシンゴールド       |
|        | 3.     | 15     | 阪神   | ポラリスS     | OP      | 16   | 22.1            | （6人）         | 8着  | A.シュタルケ | 58   | ダ1400m（重） | 1:23.8 (35.8)     | 1.2       | キョウワダッフィー     |
|        | 3.     | 30     | 中山   | マーチS       | GIII    | 16   | 64.0            | （10人）        | 16着 | 柴山雄一     | 58   | ダ1800m（重） | 1:56.3 (42.7)     | 5.1       | ソロル                 |

※タイム欄のRはレコード勝ちを示す。

## 血統表
| バーディバーディの血統（ロベルト系（ヘイルトゥリーズン系） / Graustark 3×4=18.75%, His Majesty 3×4=18.75%, Mr. Prospector 3×5=15.63%, Nashua 4×5=9.38%, Hasty Road 4×5=9.38%） | バーディバーディの血統（ロベルト系（ヘイルトゥリーズン系） / Graustark 3×4=18.75%, His Majesty 3×4=18.75%, Mr. Prospector 3×5=15.63%, Nashua 4×5=9.38%, Hasty Road 4×5=9.38%） | バーディバーディの血統（ロベルト系（ヘイルトゥリーズン系） / Graustark 3×4=18.75%, His Majesty 3×4=18.75%, Mr. Prospector 3×5=15.63%, Nashua 4×5=9.38%, Hasty Road 4×5=9.38%） | （血統表の出典） | （血統表の出典） |
| 父 *ブライアンズタイム Brian's Time 1985 黒鹿毛 | 父の父Roberto | Hail to Reason | Turn-to          | Turn-to          |
| 父 *ブライアンズタイム Brian's Time 1985 黒鹿毛 | 父の父Roberto | Hail to Reason | Nothirdchance    |                  |
| 父 *ブライアンズタイム Brian's Time 1985 黒鹿毛 | 父の父Roberto | Bramalea | Nashua           | Nashua           |
| 父 *ブライアンズタイム Brian's Time 1985 黒鹿毛 | 父の父Roberto | Bramalea | Rarele           |                  |
| 父 *ブライアンズタイム Brian's Time 1985 黒鹿毛 | 父の母Kelley's Day | Graustark | Ribot            | Ribot            |
| 父 *ブライアンズタイム Brian's Time 1985 黒鹿毛 | 父の母Kelley's Day | Graustark | Flower Bowl      |                  |
| 父 *ブライアンズタイム Brian's Time 1985 黒鹿毛 | 父の母Kelley's Day | Golden Trail | Hasty Road       | Hasty Road       |
| 父 *ブライアンズタイム Brian's Time 1985 黒鹿毛 | 父の母Kelley's Day | Golden Trail | Sunny Vale       |                  |
| 母 *ホームスイートホーム Home Sweet Home 1999 栗毛 | 母の父Seeking the Gold | Mr. Prospector | Raise a Native   | Raise a Native   |
| 母 *ホームスイートホーム Home Sweet Home 1999 栗毛 | 母の父Seeking the Gold | Mr. Prospector | Gold Digger      |                  |
| 母 *ホームスイートホーム Home Sweet Home 1999 栗毛 | 母の父Seeking the Gold | Con Game | Buckpasser       | Buckpasser       |
| 母 *ホームスイートホーム Home Sweet Home 1999 栗毛 | 母の父Seeking the Gold | Con Game | Broadway         |                  |
| 母 *ホームスイートホーム Home Sweet Home 1999 栗毛 | 母の母Our Country Place | Pleasant Colony | His Majesty      | His Majesty      |
| 母 *ホームスイートホーム Home Sweet Home 1999 栗毛 | 母の母Our Country Place | Pleasant Colony | Sun Colony       |                  |
| 母 *ホームスイートホーム Home Sweet Home 1999 栗毛 | 母の母Our Country Place | *メイプルジンスキー | Nijinsky         | Nijinsky         |
| 母 *ホームスイートホーム Home Sweet Home 1999 栗毛 | 母の母Our Country Place | *メイプルジンスキー | Gold Beauty      |                  |

- 祖母の姉にアメリカGI9勝のスカイビューティ
- 曽祖母のメイプルジンスキーは1988年アラバマステークス、モンマスオークス（アメリカG1）優勝馬
- 近親に2025年UAEダービー（G2）勝ちのアドマイヤデイトナ